# Peligro (canción)
«Peligro» es una canción latin pop del segundo álbum de Shakira (Peligro), sin embargo su promoción fue nula convirtiéndose en un sencillo no visible.
El sencillo fue el que dio nombre al disco, sin embargo no se realizó ninguna promoción del sencillo, fue desarpecibido en las listas de Colombia y en popularidad sono algunas semanas en radio aunque no tuvo video alguno.
- Datos: Q3502971